# Jacek Bilewicz
Jacek Bilewicz (ur. 10 sierpnia 1970 w Tomaszowie Lubelskim) – polski prawnik, prokurator i urzędnik państwowy, w 2024 pełniący obowiązki Prokuratora Krajowego oraz I zastępcy Prokuratora Generalnego, od 2024 zastępca Prokuratora Generalnego.

## Życiorys
Absolwent prawa na Wydziale Prawa i Administracji UMCS w Rzeszowie (1994). 
W 1996 zdał egzamin prokuratorski. Przez kolejne dwa lata był asesorem w Dziale Śledczym Prokuratury Rejonowej w Opolu. W 1998 delegowany do Wydziału V Śledczego, a następnie do Wydziału VI ds. Przestępczości Zorganizowanej Prokuratury Okręgowej w Opolu. W 2001 został powołany na stanowisko prokuratora Prokuratury Okręgowej w Opolu. Od 2006 był prokuratorem Prokuratury Apelacyjnej we Wrocławiu, w marcu 2008 został delegowany do Prokuratury Krajowej. 1 kwietnia 2008 został powołany na stanowisko prokuratora Prokuratury Generalnej.
Od 2013 do 2016 pełnił również funkcję Krajowego Korespondenta Europejskiej Sieci Sądowej (EJN). 9 marca 2016 został zdegradowany przez Zbigniewa Ziobrę i przeniesiony do Prokuratury Okręgowej Warszawa-Praga. W 2023 został powołany do zespołu radców w biurze ministra sprawiedliwości i prokuratora generalnego.
W styczniu 2024 został na wniosek Dariusza Barskiego ponownie powołany na stanowisko prokuratora Prokuratury Krajowej, a następnie (12 stycznia) został powołany przez premiera Donalda Tuska na pełniącego obowiązki I zastępcy Prokuratora Generalnego oraz na Prokuratora Krajowego na wniosek ministra sprawiedliwości i prokuratora generalnego Adama Bodnara po stwierdzeniu niezgodności z prawem przywrócenia do czynnej służby Dariusza Barskiego, który wykonywał dotychczas te obowiązki (decyzję tę zakwestionowało kilkoro członków Prokuratury Krajowej i część innych prawników). 14 marca tego samego roku zakończył pełnienie funkcji Prokuratora Krajowego i I zastępcy Prokuratora Generalnego. 24 lipca 2024 został powołany na stanowisko zastępcy Prokuratora Generalnego.